# Резолюция Совета Безопасности ООН 1097
Резолюция Совета Безопасности Организации Объединённых Наций 1097 (код — S/RES/1097), принятая 18 февраля 1997 года, выразив озабоченность ситуацией в районе африканских Великих озер и безопасностью беженцев и перемещенных лиц, Совет одобрил мирный план из пяти пунктов для урегулирования ситуации в восточном Заире.
Совет Безопасности подчеркнул обязанность всех стран региона соблюдать международное гуманитарное право и необходимость того, чтобы страны уважали суверенитет и территориальную целостность друг друга и воздерживались от вмешательства во внутренние дела друг друга.
Мирный план из пяти пунктов для восточного Заира, изложенный в письме Генерального секретаря Кофи Аннана, был одобрен следующим образом:

Немедленное прекращение военных действий;

Вывод наемников и других иностранных сил;

Уважение суверенитета и территориальной целостности Заира и других государств в регионе;

Защита и безопасность всех беженцев и перемещенных лиц, включая доступ к гуманитарной помощи;

Урегулирование конфликта путем политического диалога и созыва международной конференции по вопросам мира и безопасности в районе Великих озер.

Наконец, все правительства и заинтересованные стороны были призваны сотрудничать с совместным Специальным представителем ООН/Организации африканского единства по району Великих озер Мохамедом Сахнуном для достижения мира в регионе.